# جهاز تحكم بألعاب الفيديو

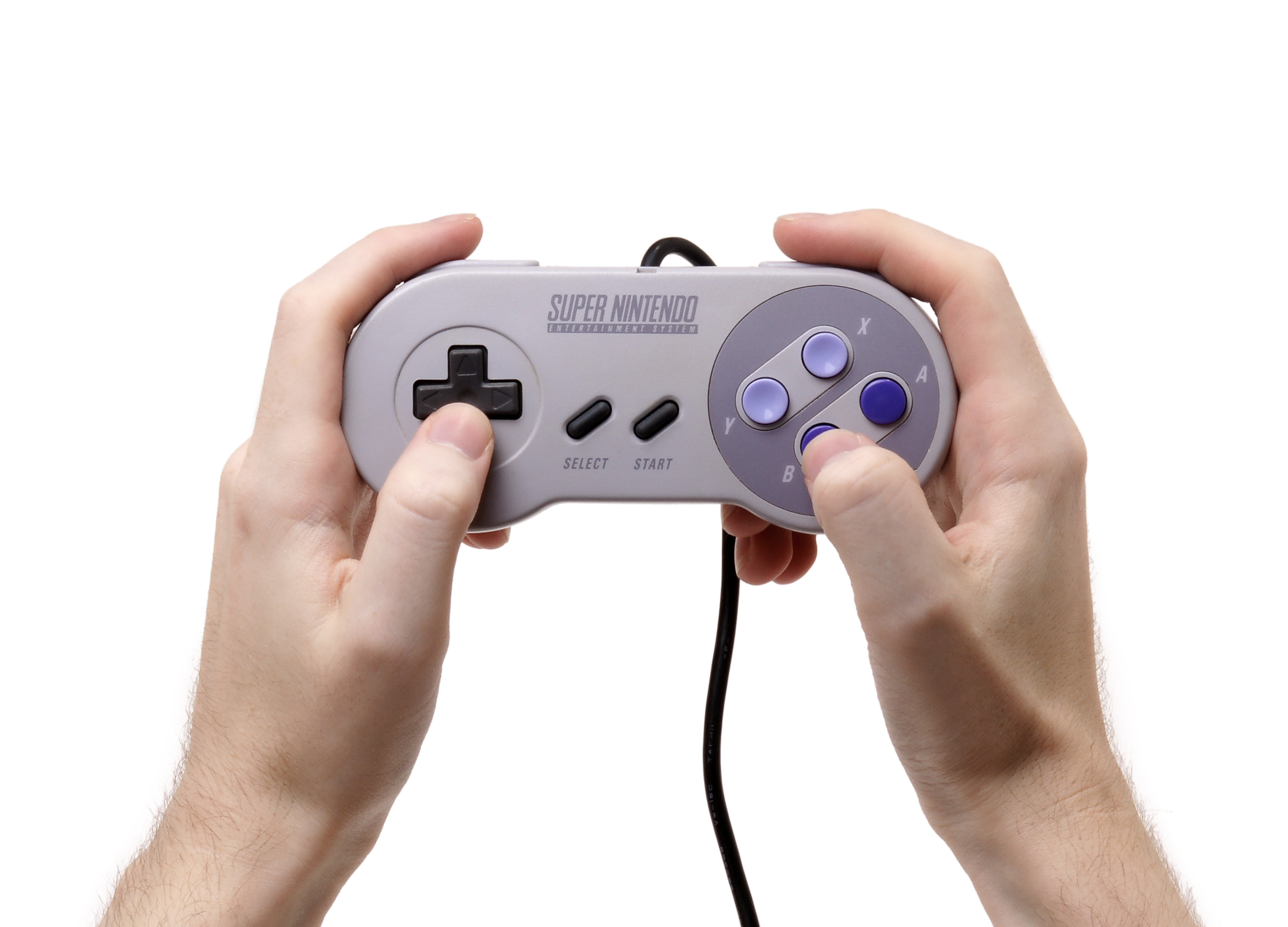
لاعب يحمل جهاز تحكم سوبر نينتندو إنترتينمنت سيستم الأمريكي الشمالي.

جهاز تحكم بألعاب الفيديو (بالإنجليزية: Video Game controller)‏ أو جهاز تحكم (بالإنجليزية: controller)‏ ببساطة، هو جهاز إدخال يستخدم مع ألعاب الفيديو أو أنظمة الترفيه لتوفير مدخلات إلى لعبة فيديو، عادةً للتحكم في كائن أو شخصية في اللعبة. قبل الجيل السابع من أنظمة ألعاب الفيديو، كان توصيل جهاز التحكم بأحد منافذ النظام في جهاز التحكم هو الوسيلة الأساسية لاستخدامها، على الرغم من أنها استبدلت منذ ذلك الحين بأجهزة تحكم لاسلكية، والتي لا تتطلب منافذ تحكم على النظام لكنها تعمل بالبطارية. يمكن أيضًا توصيل أجهزة تحكم ألعاب الناقل التسلسلي العام بجهاز حاسوب مزود بمنفذ الناقل التسلسلي العام. تشتمل أجهزة الإدخال التي صنفت على أنها أجهزة تحكم على لوحات المفاتيح والفأرات والمقابض وعصا التحكم وما إلى ذلك. الأجهزة ذات الأغراض الخاصة، مثل عجلات القيادة لألعاب السباقات والأسلحة الضوئية لألعاب إطلاق النار، هي أيضًا أجهزة تحكم.
تعتبر أجهزة التحكم المضمنة في علبة مشغل منزلي بمثابة أجهزة تحكم تقليدية، بينما تعتبر أجهزة التحكم المتوفرة للشراء من الشركة المصنعة للمشغل أو شركات الطرف الثالث بمثابة أجهزة تحكم طرفية.
صُمِمَت أجهزة التحكم وحُسنت على مر السنين لتكون سهلة الاستخدام قدر الإمكان. أصبح جهاز تحكم مايكروسوفت إكس بوكس، مع مشغلات الكتف التي تحاكي المشغلات الفعلية مثل تلك الموجودة في الأسلحة، شائعة في ألعاب إطلاق النار. صممت بعض أجهزة التحكم لتكون الأفضل لنوع واحد من الألعاب، مثل عجلات القيادة لألعاب القيادة أو منصات الرقص لألعاب الرقص.
كانت إحدى أجهزة التحكم الأولى عبارة عن قرص بسيط ومفتاح واحد، يستخدمان للتحكم في لعبة تنس فور تو. تطورت أجهزة التحكم منذ ذلك الحين لتشمل لويحة الاتجاهات ومفاتيح متعددة وعصي لعب تشابهية وعصا تحكم واكتشاف الحركة وشاشات تعمل باللمس وعدد كبير من الميزات الأخرى.

## المتغيرات

### المقبض

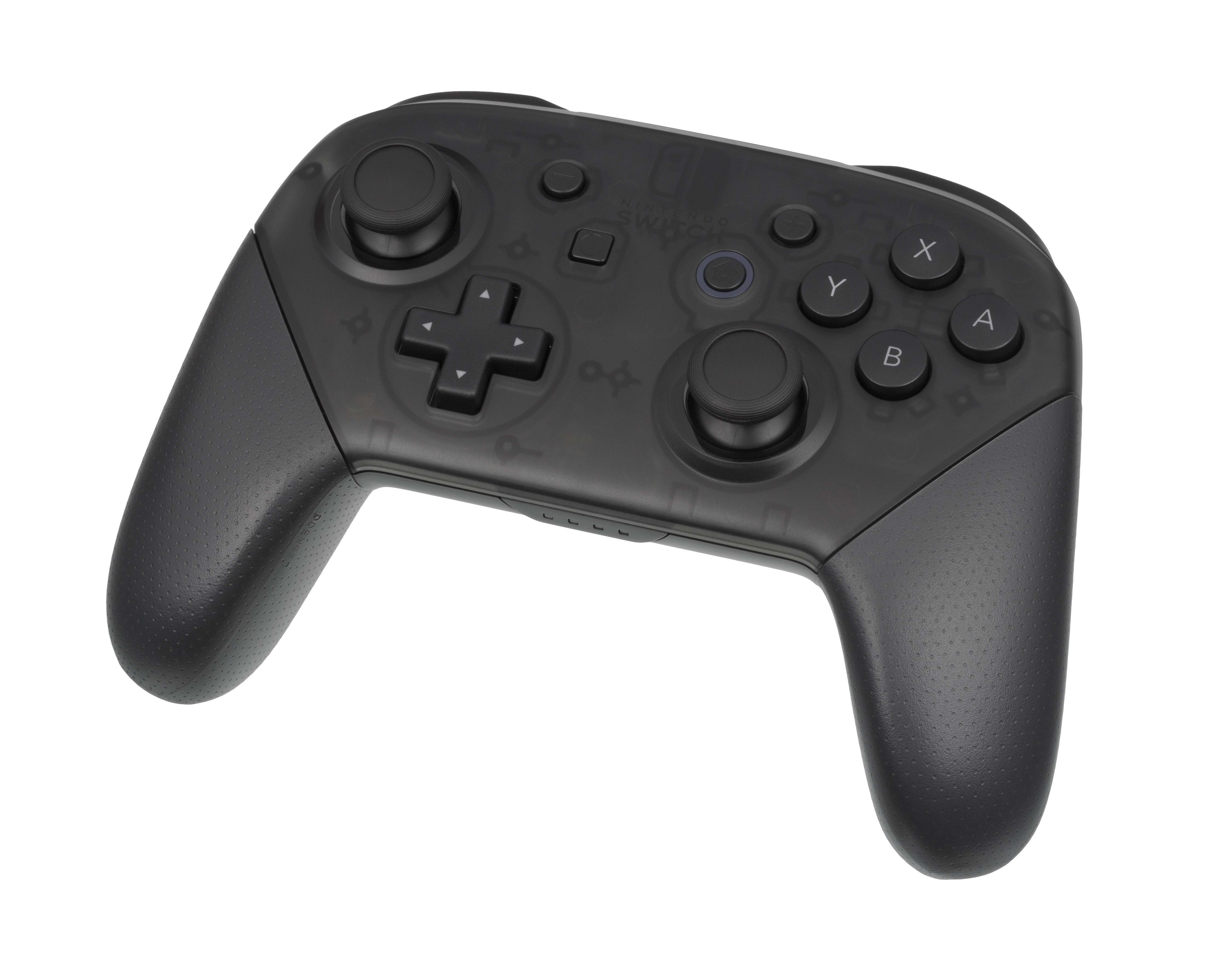
جهاز تحكم نينتندو سويتش برو، مقبض نموذجي حديث ثنائي العصا

مقبض، هو يحمل في كلتا يديه مع الإبهام والأصابع المستخدمة لتوفير المدخلات. يمكن أن تحتوي المقابض على عدد من مفاتيح الإجراءات جنبًا إلى جنب مع واحد أو أكثر من مفاتيح التحكم في جميع الاتجاهات أو المفاتيح. يُتَعَامَل مع مفاتيح الإجراءات بشكل عام بالأرقام الموجودة على اليد اليمنى، ويُتَعَامَل مع إدخال الاتجاه مع اليسار. تعد المقابض هي الوسيلة الأساسية للإدخال في معظم مشغلات ألعاب الفيديو الحديثة. نظرًا لسهولة استخدام المقابض وطبيعتها السهلة الاستخدام، فقد انتشرت من أصلها على المشغلات التقليدية إلى الحواسيب، حيث تدعم مجموعة متنوعة من الألعاب والمحاكيات كبديل لإدخال لوحة المفاتيح والفأرة. معظم أجهزة التحكم بألعاب الفيديو الحديثة هي نوع مختلف من المقابض التقليدية. تشمل الإضافات الشائعة مفاتيح كتف موضوعة على طول حواف الجهاز، ومفاتيحًا موضوعة مركزيًا باسم البدء، والاختيار، والوضع، ومحرك داخلي لتوفير ردود فعل لمسية.
مع تقدم أجهزة التحكم بألعاب الفيديو الحديثة، تزداد أيضًا صفات قدرة المستخدم الخاصة بهم. عادةً ما تصبح أجهزة التحكم أصغر حجمًا وأكثر إحكاما لتناسب يد المستخدم بسهولة وراحة. يمكن استخلاص الأمثلة الحديثة من المشغلات مثل إكس بوكس، الذي تحول جهاز التحكم الخاص به بمهارة، ولكن بشكل كبير، من جهاز تحكم إكس بوكس 360 الأصلي إلى جهاز تحكم إكس بوكس ون الذي قُدِمَ في عام 2013.

### المفتاح الدوار

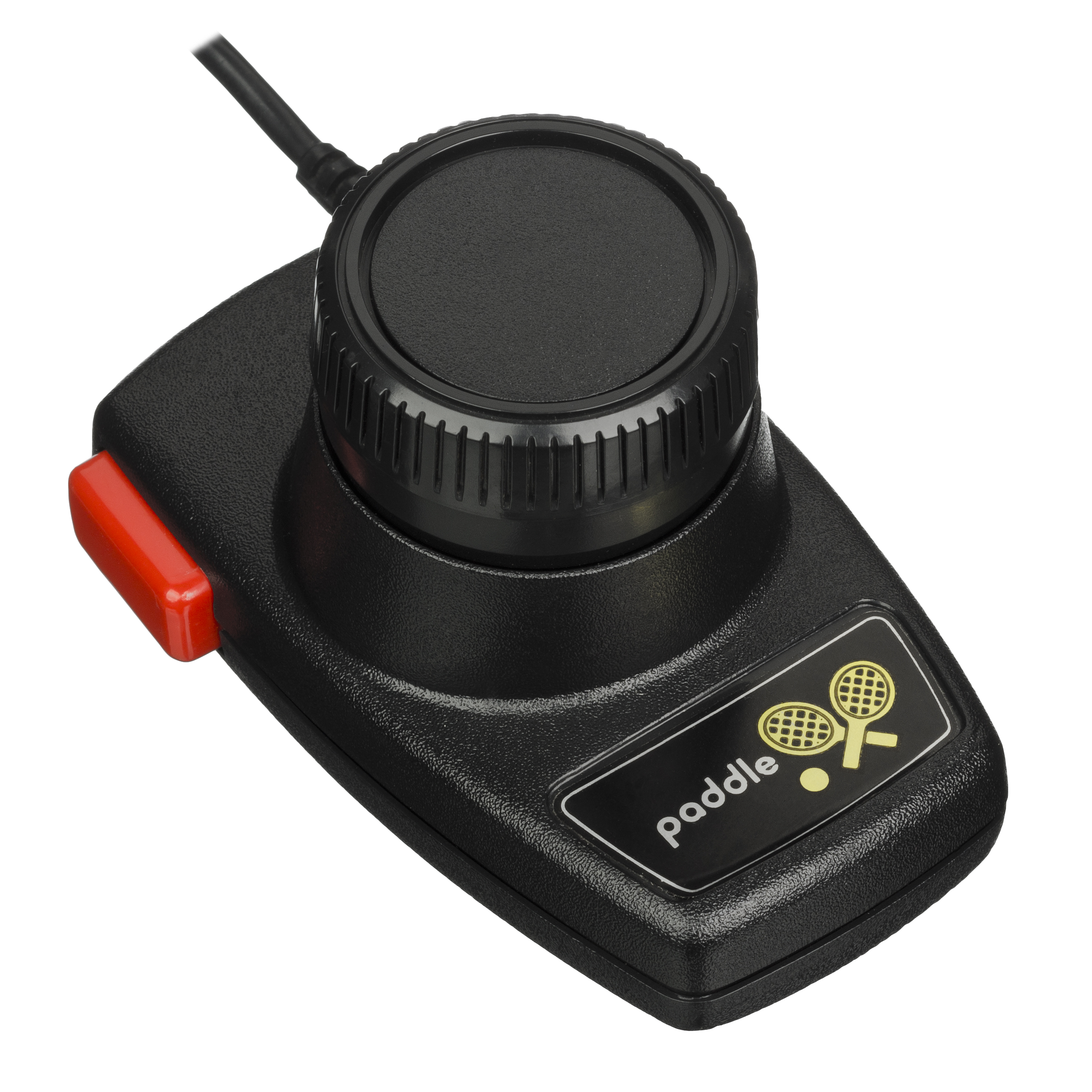
كانت أجهزة التحكم المفتاح الدوار شائعة في وقت مبكر من الجيل الثاني من النظام لألعاب بونغ.

المفتاح الدوار هو عبارة عن جهاز تحكم يتميز بعجلة مستديرة وواحد أو أكثر من مفاتيح النار. تُستخدم العجلة عادةً للتحكم في حركة المشغل أو كائن على طول أحد محاور شاشة الفيديو. نظرًا لأن المستخدم يدير العجلة بعيدًا عن الوضع الافتراضي، تصبح سرعة التحكم في اللعبة أكثر كثافة. كانت أجهزة تحكم المفتاح الدوار هي أول أجهزة التحكم التي تملك عصا مشابهة لعصية اللعب وفقدت شعبيتها عندما لم تعد الألعاب من النوع «مجداف وكرة» مفضلة. ظهر شكل مختلف، جهاز تحكم أتاري درايفر، على أتاري 2600. صُمِمَ خصيصًا للعبة إندي 500، حيث كان يعمل بشكل متماثل تقريبًا في التشغيل والتصميم لجهاز التحكم العادي. كانت الاستثناءات هي أن عجلته يمكن أن تدور باستمرار في أي اتجاه، وأنها تفتقد المفتاح الدوار الإضافي المتضمن في النموذج السابق. على عكس الدوار، منع الاحتكاك العجلة من اكتساب الزخم.

### عصا التحكم

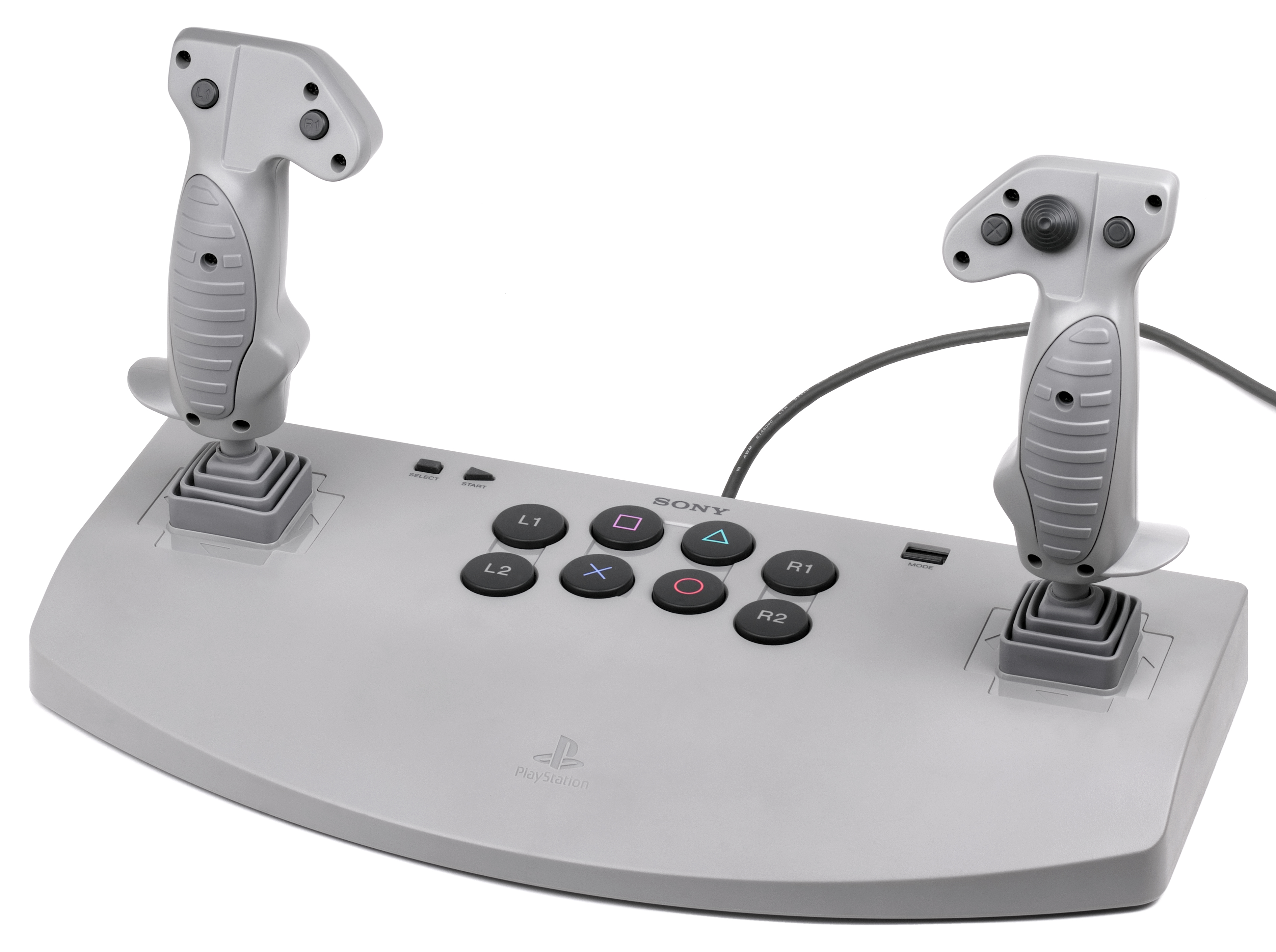
عصا تحكم مزدوجة لمشغل بلاي ستيشن الأصلي

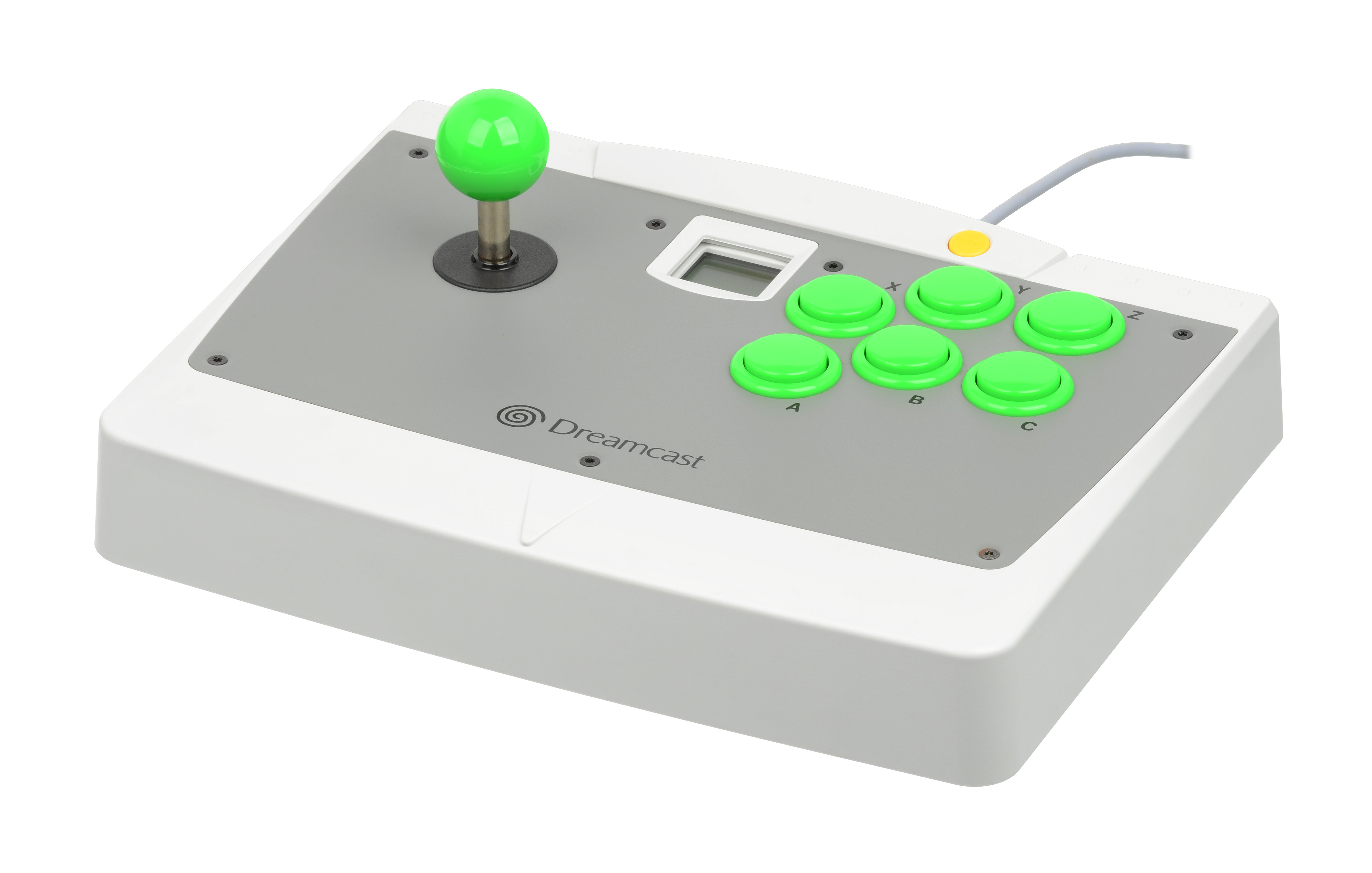
عصا تحكم الصالات لسيجا دريم كاست.

عصا التحكم هو عبارة عن جهاز طرفي يتكون من عصا محمولة يمكن إمالتها حول أي من محورين و (في بعض الأحيان) لفها حول الثالث. غالبًا ما تستخدم عصا التحكم لمحاكيات الطيران. تعتبر أجهزة تحكم هوتاس (التي تعمل على دواسة الوقود والعصا)، المكونة من عصا تحكم وربع دواسة الوقود (انظر أدناه)، مزيجًا شائعًا لمحاكاة الطيران بين أكثر المعجبين تعصباً. صُمِمَت معظم عصي التحكم بحيث تُشَغَّل باليد الأساسية للمستخدم (على سبيل المثال باليد اليمنى للشخص الأيمن)، مع وضع القاعدة في اليد المقابلة أو تثبيتها على مكتب. عادة ما تكون أجهزة التحكم الصالات عبارة عن عصي تحكم تتميز بعمود به كرة أو مقبض على شكل قطرة، ومفتاح واحد أو أكثر في حركات اللعبة. بشكل عام، يحتوي التخطيط على عصا التحكم في اليسار، والمفاتيح في اليمين، على الرغم من وجود حالات يعكس ذلك.

### كرية التعقب
كرية تعقب هي كرة ناعمة يُتَلاعب بها براحة اليد. يمكن للمستخدم دحرجة الكرة في أي اتجاه للتحكم في المؤشر. لها ميزة أنها يمكن أن تكون أسرع من الفأرة اعتمادًا على سرعة دوران الكرة المادية. ميزة أخرى هي أنها تتطلب مساحة أقل من الفأرة، والتي كانت كرية التعقب مقدمة لها. من بين الاستخدامات البارزة لكرية التعقب أن تكون جهاز تحكم لألعاب الفيديو مثل سيغا سونيك ذا هيدجهوج.

### عجلة القيادة

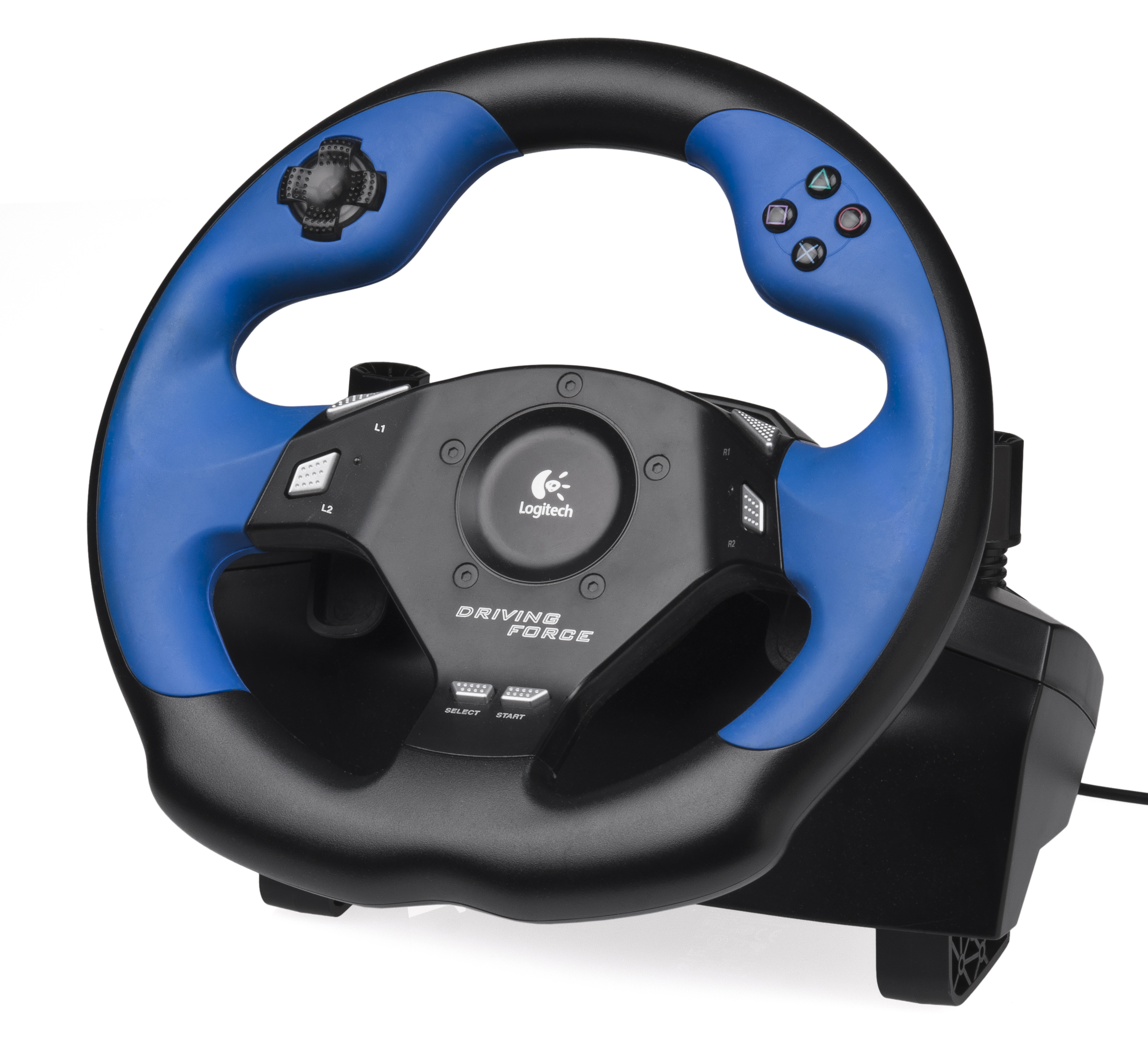
عجلة قيادة لوجيتيك لبلاي ستيشن 3.

تُستخدم عجلة القيادة أو المقود، وهي في الأساس نسخة أكبر من المفتاح الدوار، في معظم ألعاب السباقات على الصالات بالإضافة إلى أحدث محاكيات السباق مثل لايف فور سبيد. في حين أن معظم ألعاب سباقات الصالات كانت تستخدم العجلات منذ غران تراك 10 في عام 1974، ظهرت أولى عجلات القيادة للأنظمة المنزلية بدءًا من الجيل الخامس من أنظمة ألعاب الفيديو مثل بلاي ستيشن ونينتندو 64.[بحاجة لمصدر] العديد منها عبارة عن ردود فعل إجبارية، وهي مصممة لإعطاء نفس الملاحظات التي يمكن تجربتها عند قيادة سيارة حقيقية، لكن واقعية هذا تعتمد على اللعبة. عادة ما تأتي مع دواسات للتحكم في الغاز والفرامل. يعتنى بالتغيير بطرق مختلفة بما في ذلك أنظمة تبديل المجداف، ومبدلات العصا البسيطة التي تُحَرَّك للأمام أو للخلف لتغيير التروس أو أكثر تعقيدًا، والتي تحاكي تلك الموجودة في المركبات الحقيقية، والتي قد تستخدم أيضًا القابض. تدور بعض العجلات فقط من 200 إلى 270 درجة من القفل إلى القفل، لكن يمكن أن تدور طرز المستوى الأعلى 900 درجة، أو 2.5 دورة، أو من القفل إلى القفل، أو أكثر. كانت عجلة قيادة نامكو جوغ كون متاحًة للعبة بلاي ستيشن آر4: ريدج ريسر تايب 4. على عكس عجلات قيادة ألعاب الفيديو «الحقيقية»، صُمِمَ جوغ كون ليلائم يد اللاعب. تشبه العجلة الأصغر حجمًا (قطرها يشبه تقريبًا علب الصودا) عجلة التحكم في الركض والمكوك المستخدمة في بعض مسجلات الفيديو. لعبة وي ماريو كارت وي مدمجة مع عجلة وي: غلاف على شكل عجلة القيادة يوضع وي ريموت بداخله وبالتالي استخدام إمكانات استشعار الحركة في وي ريموت للتحكم في العربة أثناء اللعبة. تملك هوري أيضًا عجلة قيادة مصنوعة للعبة نينتندو 3دي أس ماريو كارت 7. عندما توضع عجلة القيادة في الجزء الخلفي من المشغل، فستكون لها نفس القدرة كما في ماريو كارت وي باستخدام المدوار في وضع الشخص الأول.

### دواسات

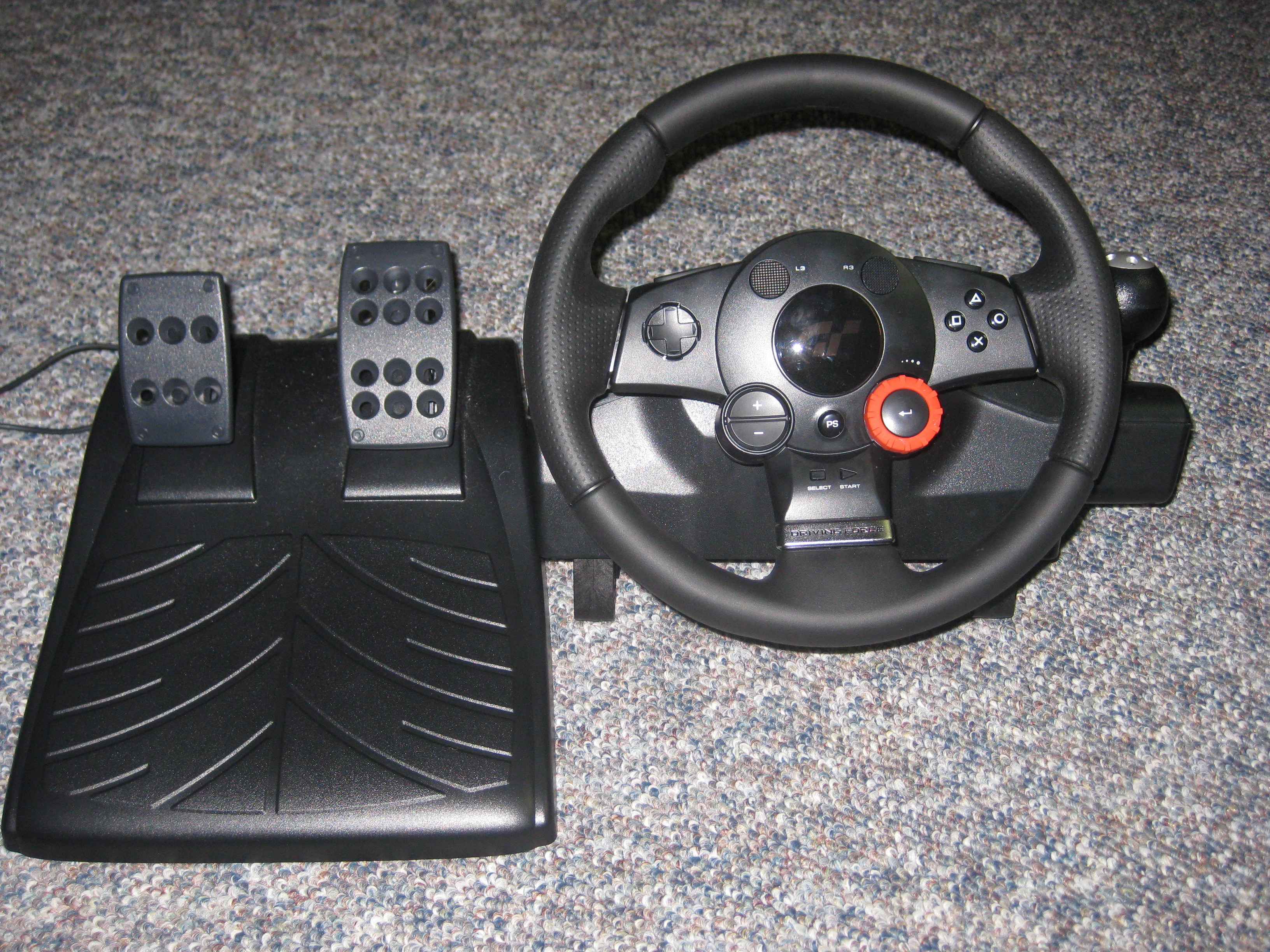
مقود مع دواسة لوجيتيك درايفنغ فورس جي تي

يمكن استخدام الدواسات لمحاكاة القيادة أو محاكاة الطيران وغالبًا ما تُشحَن مع جهاز إدخال من نوع عجلة القيادة. في الحالة الأولى، يمكن لمجموعة غير متماثلة من الدواسات محاكاة دواسات التسارع والفرامل والقابض في سيارة حقيقية. في الحالة الأخيرة، تحاكي مجموعة متماثلة من الدواسات ضوابط الدفة ومكابح أصابع القدم في الطائرة. كما ذكرنا، تأتي معظم أجهزة التحكم في عجلة القيادة مع مجموعة من الدواسات. هناك أيضًا اختلافات في جهاز تحكم الدواسة مثل جهاز الدواسة المقترح للعبة ركوب الدراجات، والذي يعتمد على مقياس الجهد لتوليد مدخلات المستخدم مثل عدد دورات الدواسة في الدقيقة ومقاومة الدواسة. ظهر شكل مختلف من هذا المفهوم في عام 2016 عندما أطلقت شركة ناشئة تسمى فيرزووم لأول مرة مجموعة من المستشعرات التي يمكن تثبيتها في الدواسة والمقود، وتحويل الدراجة المادية إلى جهاز تحكم واحد للألعاب على منصات الواقع الافتراضي إتش تي سي فايف وأوكولوس ريفت. نفس المفهوم وراء منتج يسمى سايبر إكسرسايكل، وهو عبارة عن مجموعة من المستشعرات متصلة بالدواسة ومتصلة بجهاز الكمبيوتر عبر الناقل التسلسلي العام لألعاب محاكاة الدراجات.

### الفأرة ولوحة المفاتيح

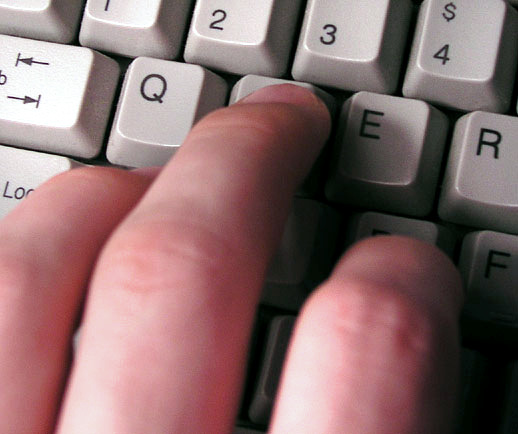
يستخدم إعداد لوحة المفاتيح دبليو أيه إس دي على نطاق واسع، ولكن ليس على مستوى العالم بأي حال من الأحوال.

تعد الفأرة ولوحة مفاتيح الحاسوب من أجهزة الإدخال النموذجية للحاسوب الشخصي وهي حاليًا أجهزة التحكم الرئيسية لألعاب الحاسوب. غالبًا ما يستخدم الفأرة مع لوحة الفأرة لتحقيق سرعة أكبر وراحة ودقة وحركة أكثر سلاسة للاعب. تتمتع بعض مشغلات ألعاب الفيديو أيضًا بالقدرة على العمل باستخدام لوحة مفاتيح وفأرى. صُمِمَت لوحة مفاتيح الحاسوب على غرار لوحة مفاتيح الآلة الكاتبة وصُمِمَت لإدخال النص المكتوب. الفأرة عبارة عن جهاز تأشير يدوي يستخدم بالإضافة إلى لوحة المفاتيح. بالنسبة للألعاب، تتحكم لوحة المفاتيح عادةً في حركة الشخصية أثناء استخدام الفأرة للتحكم في كاميرا اللعبة أو استخدامها للتصويب. بينما صُمِمَت في الأصل لإدخال الحاسوب العام، هناك العديد من الأجهزة الطرفية للوحة المفاتيح والفأرة المتاحة والتي صُمِمَت خصيصًا للألعاب، وغالبًا مع وظائف خاصة بالألعاب مضمنة. تشمل الأمثلة الأجهزة الطرفية بواسطة راذر، ومجموعة لوحات المفاتيح «زي بورد» وسلسلة لوجيتيك جي. تُستخدم تكنولوجيا لوحة المفاتيح الموجودة على لوحة المفاتيح أيضًا كأجهزة التحكم بألعاب الفيديو ويمكن العثور عليها على عدد من الأجهزة المنفصلة، وأبرزها أجهزة التحكم المبكرة، والتي عادةً ما تكون متصلة بعصا التحكم أو المفتاح الدوار. لوحة المفاتيح عبارة عن شبكة صغيرة من المفاتيح بها على الأقل الأرقام من 0 إلى 9. لوحة مفاتيح ألعاب الفيديو هو جهاز تحكم متخصص تستخدم في ألعاب تصويب منظور الشخص الأول واستراتيجية الوقت الحقيقي وبعض الألعاب من نوع الصالات. يمكن برمجة أجهزة التحكم هذه للسماح بمحاكاة المفاتيح ووحدات الماكرو في بعض الحالات. تشبه هذه بشكل عام جزءًا صغيرًا من لوحة المفاتيح ولكنها قد تحتوي أيضًا على مدخلات أخرى مثل عصي اللعب. طُوِّرَت لأن بعض هذه الألعاب تتطلب لوحة مفاتيح للعب، ويجد بعض اللاعبين أن هذا أمر محرج لمثل هذه المهمة.

### شاشة لمس

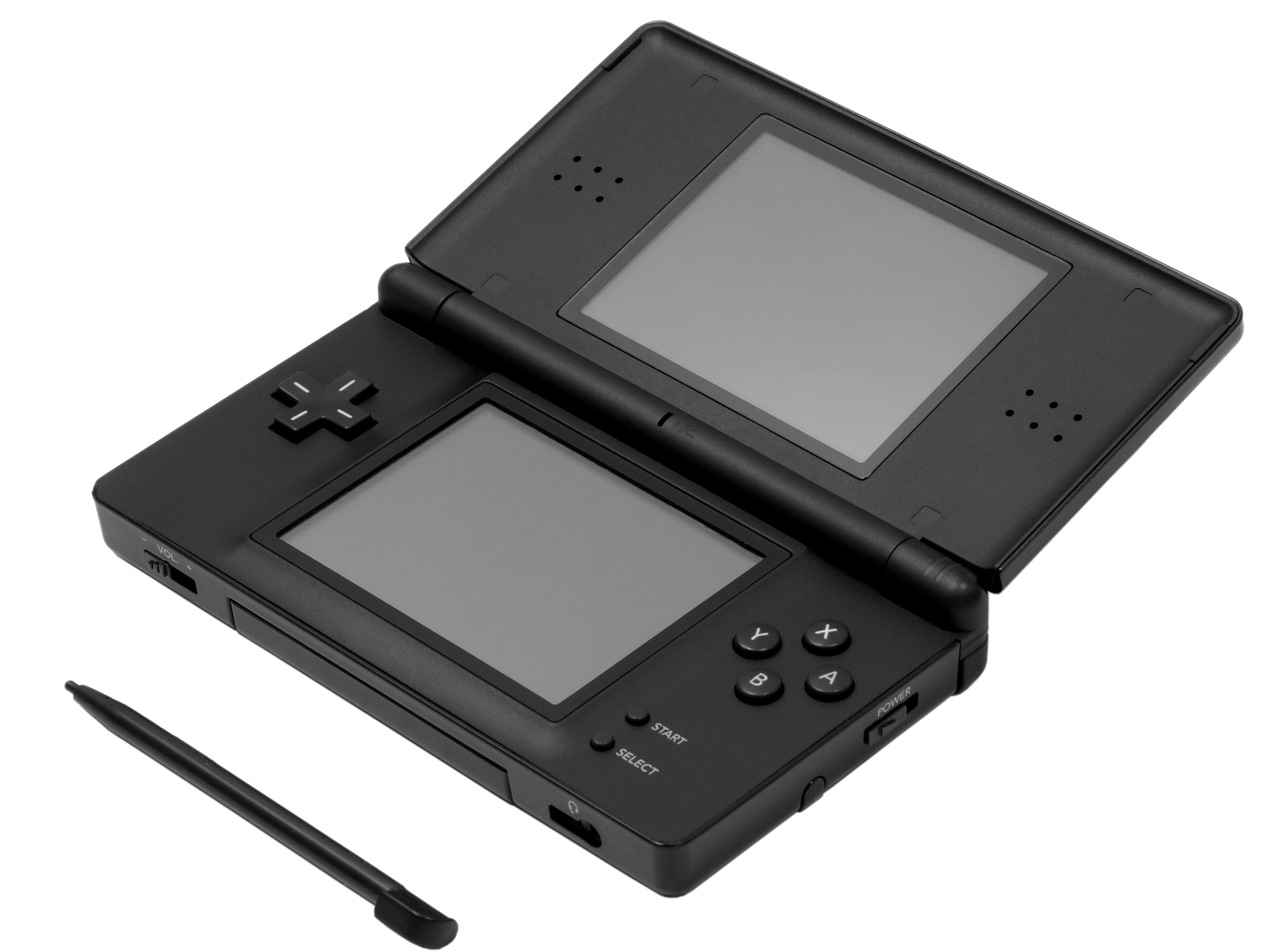
شاشة لمس نينتندو دي أس مع قلم.

شاشة اللمس هي جهاز إدخال يسمح للمستخدم بالتفاعل مع الكمبيوتر عن طريق لمس شاشة العرض. كانت المحاولة الأولى لمشغل ألعاب فيديو محمول مزود بعناصر تحكم تعمل باللمس هو خليفة سيجا غيم غير، على الرغم من أن الجهاز عُلِقَ في النهاية ولم يصدر أبدًا بسبب التكلفة العالية لتكنولوجيا الشاشة التي تعمل باللمس في أوائل التسعينيات. أول مشغل صدر لاستخدام شاشة تعمل باللمس كان تايغر غيم.كوم في عام 1997. قامت نينتندو بتعميمها لاستخدامها في ألعاب الفيديو مع نينتندو دي أس ونينتندو 3دي أس؛ تضمنت هذه الميزة أيضًا مشغلات أخرى بما في ذلك تابويف زودياك بالإضافة إلى الهواتف الذكية والغالبية العظمى من أجهزة المساعد الرقمي الشخصي. يتميز جهاز التحكم الرئيسي لمشغل وي يو من نينتندو، وهو وي يو غيم باد، بشاشة لمس مدمجة. تستخدم الشاشات التي تعمل باللمس الحديثة ورقة بلاستيكية شفافة متينة رفيعة مغطاة على شاشة زجاجية. ويحسب موقع لمسة من السعة لX وY محاور، والتي تختلف استنادًا إلى حيث لمست الورقة. هناك مشغل يعمل باللمس، ولكن ليس من تصنيع نينتندو، وهو سوني بلاي ستيشن فيتا الذي يحتوي على شاشة لمس أو إل إي دي مقاس 5 بوصات. يتميز نينتندو سويتش بشاشة تعمل باللمس مقاس 6.2 بوصة.

### استشعار الحركة

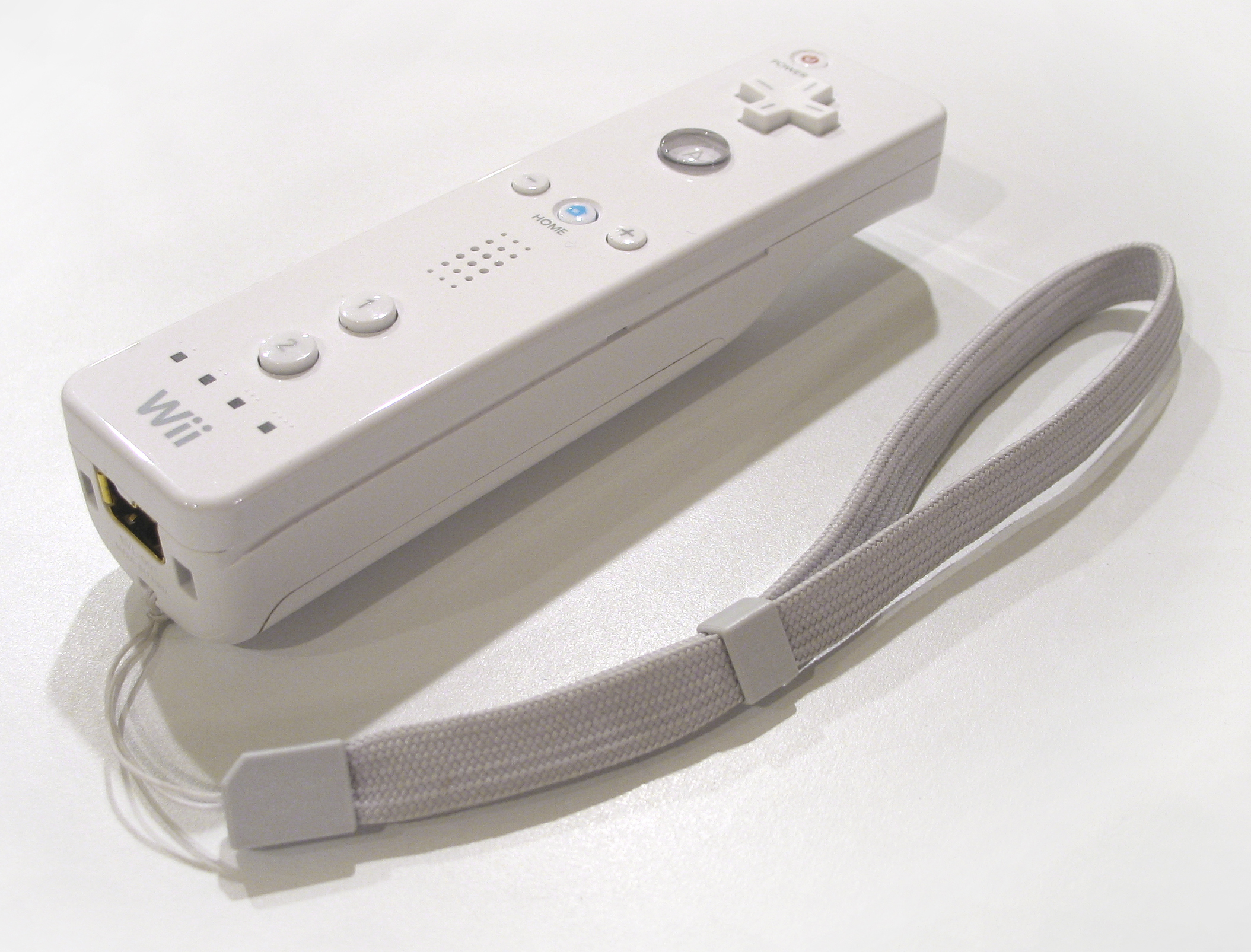
وي ريموت

تشمل بعض أجهزة التحكم ميزة استشعار الحركة مثل سيجا أكتيفاتور، الذي صدر في عام 1993 لميجا درايف (جينسيس). استنادًا إلى لايت هارب الذي اخترعه آساف غورنر، كان بإمكانه قراءة الحركات الجسدية للاعب وكان أول جهاز تحكم يسمح باستشعار حركة الجسم بالكامل. ومع ذلك، فقد كان فشلًا تجاريًا بسبب «ثقله وعدم دقته». يستخدم مشغل وي من نينتندو الذي صدر في عام 2006 جهاز تحكم وي ريموت، والذي يستخدم مقاييس التسارع لاكتشاف اتجاهها التقريبي وتسارعها ومستشعر الصورة، بحيث يمكن استخدامها كجهاز تأشير. تتمتع أجهزة تحكم سيكس أكسيس ودول شوك 3 وبلاي ستيشن موف لمشغل بلاي ستيشن 3 من سوني بقدرات مماثلة لاستشعار الحركة. في عام 2010، أصدرت مايكروسوفت جهاز كنيكت لمشغل إكس بوكس 360. يستخدم جهاز التحكم في استشعار الحركة هذه الكاميرات لتتبع حركة اللاعبين. أصدرت مايكروسوفت نسخة منقحة من كنيكت مع إطلاق إكس بوكس ون. ضُمِنَ جهاز تحكم كنيكت مع المشغل عند الإطلاف، وأُزيلَ كنيكت من الحزمة الافتراضية في يونيو 2014. وبالمثل يستخدم بلاي ستيشن آي توي من سوني الكاميرات لاكتشاف حركات اللاعب وترجمتها إلى مدخلات للعبة. يمكن استخدام أجهزة التحكم مع الجيروسكوبات لإنشاء مؤشر بدون كاميرا؛ على سبيل المثال، يستخدم جوي-كون وجهاز تحكم نينتندو سويتش برو لألعاب مثل ورلد أوف غوو وسوبر ماريو غالاكسي من وي.

### مسدس ضوئي

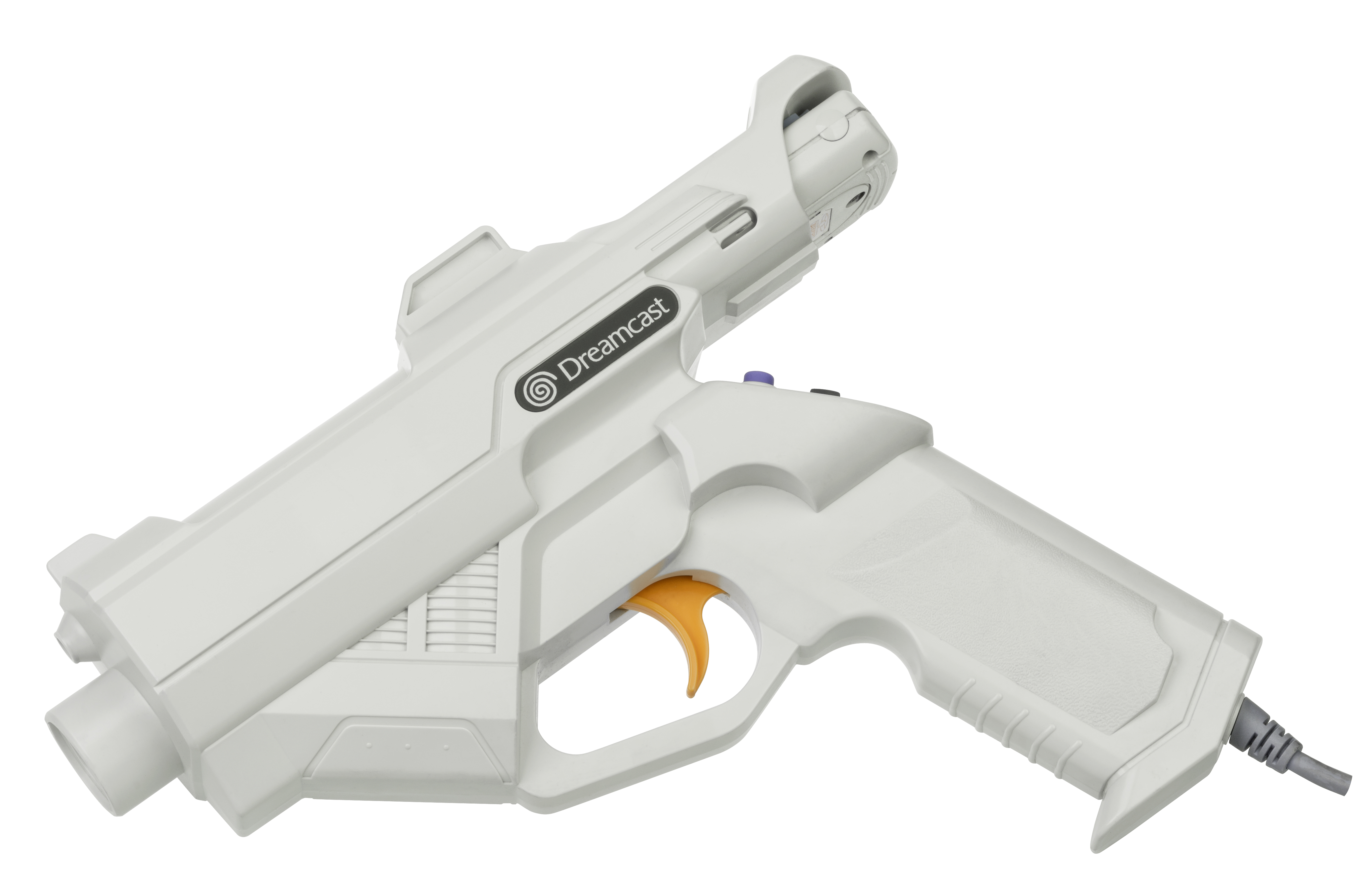
مسدس دريم كاست الضوئي

المسدس الضوئي هو أداة طرفية تستخدم «لإطلاق النار» على الأهداف على الشاشة. وعادة ما يشبه إلى حد كبير الأسلحة النارية أو البنادق الشعاعية. يقتصر استخدامها عادةً على ألعاب الرماية بالسكك الحديدية أو ألعاب إطلاق النار مثل داك هانت وتلك التي تأتي مع مسدس شوتينغ غالري الضوئي. وهناك مثال نادر على لعبة عدم السكك الحديدية تصويب منظور الشخص الأول هي لعبة تايتو 1992 غان باستر، وهي لعبة تصويب منظور الشخص الأول التي استخدمت عصا التحكم للتحرك ومسدس ضوئي للهدف. على الرغم من استخدام المسدسات الضوئية في ألعاب الصالات السابقة مثل لعبة سيجا بيريسكوب التي صدرت عام 1966 وميسل التي صدرت عام 1969، أول مسدس ضوئي لمشغل ألعاب فيديو منزلي كان شوتينغ غاليري لـ ماغنافوكس أوديسي في عام 1972؛ لاحقًا، أصدرت نينتندو مسدسًا ضوئيًا لنظام نينتندو إنترتينمنت سيستم وهو إن إي إس زابير. أصدرت نينتندو أيضًا «قذيفة» بأسلوب مسدس ضوئي لجهاز تحكم وي ريموت الأحدث يسمى وي زابير والذي يأتي مرفقًا مع لعبة لينكس كروسبو تراينينغ.

### أجهزة التحكم بألعاب الإيقاع

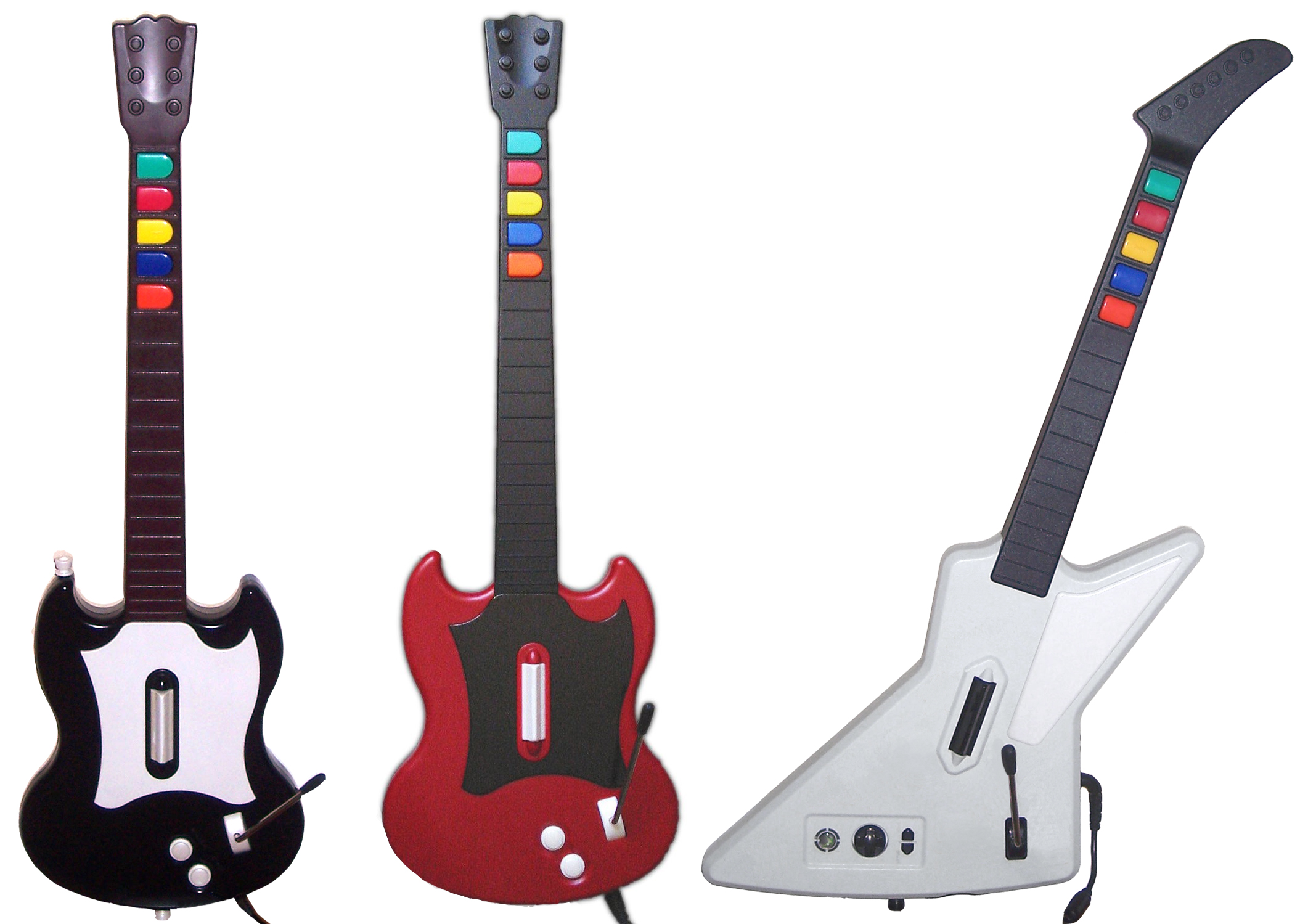
أجهزة تحكم غيتار.

يمكن أن تشبه إكسسوارات ألعاب الإيقاع المستخدمة في ألعاب الإيقاع الآلات الموسيقية، مثل القيثارات (من القيثارات ذات 5 مفاتيح في غيتار فريكس، وسلسلة غيتار هيرو (6 مفاتيح لغيتار هيرو لايف)، وسلسلة روك باند إلى القيثارات الحقيقية في روك باند 3 وروكسميث)، ولوحات المفاتيح (روك باند 3)، والطبول (دونكي كونغا، ودرم مينيا، وسلسلة روك باند وسلسلة غيتار هيرو). تستند ألعاب الإيقاع أخرى حول فن بدور دي جي أو القرص الدوار (دي جي هيرو)، أو اللعب على سنثيزر (آي آي دي إكس) باستخدام أسطوانات الطرفية شكل مع مفاتيح.

### لاسلكي
توجد نسخ لاسلكية للعديد من أنواع أجهزة التحكم الشائعة (الفأرة، ولوحات المفاتيح)، وتعد عناصر التحكم في الحركة اللاسلكية فئة ناشئة للواقع الافتراضي.

## الاستخدام على الحواسيب والأجهزة الأخرى
وعلى الرغم من المقابض توضع عادة للاستخدام مع لوحات المفاتيح، ويمكن وتستخدم غالبا لألعاب الحاسوب والألعاب المتنقلة. تدعم أجهزة التحكم الحديثة، مثل دول شوك 4 من سوني وجهاز تحكم نينتندو سويتش برو من نينتندو الناقل التسلسلي العام والبلوتوث، مما يسمح بتوصيلهما مباشرة بمعظم الحواسيب. يمكن توصيل المقابض القديمة من خلال استخدام محولات رسمية أو خارجية. تتطلب أجهزة التحكم عادةً تثبيت برامج تشغيل الأجهزة لاستخدامها على الحواسيب الشخصية المعاصرة. قد يدعم الجهاز بشكل مباشر، أو قد يتطلب استخدام برنامج متخصص يقوم بتعيين مدخلات جهاز التحكم إلى مدخلات الفأرة ولوحة المفاتيح.
صُمِمَت بعض أجهزة التحكم خصيصًا للاستخدام خارج المشغلات. في هذه الحالة، يضمن دعم التعيين على أجهزة مختلفة في جهاز التحكم نفسه، مثل نوستروكو سبيد باد إن 52، والتي يمكن أن تعمل إما بلوحة مفاتيح أو بفأرة أو بعصا تحكم؛ أو مع سامسونغ أندرويد غيم باد، المصمم للاستخدام مع هواتف أندرويد المحمولة.
وقد أشار استخدام المقابض على الفأرة ولوحة المفاتيح على أنه «النقاش»، مع لاعبين من ألعاب تقمص الأدوار كثيفة اللاعبين على الإنترنت واستراتيجة الوقت الحقيقي وتصويب منظور الشخص الأول تميل إلى تفضيل الفأرة ولوحة المفاتيح ويرجع ذلك إلى مجموعة أوسع من المدخلات وعالية الدقة من الفأرة عند مقارنتها بعصية اللعب التشابهية.